# Hogmanay Pass
Hogmanay Pass är ett bergspass i Antarktis. Det ligger i Västantarktis. Argentina, Chile och Storbritannien gör anspråk på området. Hogmanay Pass ligger 1 230 meter över havet.
Terrängen runt Hogmanay Pass är kuperad åt sydväst, men åt nordost är den platt.  Trakten är obefolkad. Det finns inga samhällen i närheten.